# Økonomiminister
 Denne artikel omhandler overvejende eller alene danske forhold. Hjælp gerne med at gøre artiklen mere almen.
En økonomiminister er minister i økonomiministeriet, som følger og vurderer den økonomiske udvikling. Siden 1962 sker dette i Danmark i samarbejde med Det Økonomiske Råd (vismændene). 

## Opgaver
Økonomiministeriet har overtaget en række opgaver fra andre ministerier. Der drejer sig blandt andet om Danmarks Statistik, der er overtaget fra Finansministeriet, og tilsynet med den finansielle sektor, der (i flere omgange) er overtaget fra Handelsministeriet. 
I November 2001 blev Økonomiministeriet i sin hidtidige skikkelse nedlagt. To af ministeriets væsentligste opgaver, nemlig det internationale økonomiske samarbejde, navnlig i EU, samt ansvaret for regeringens konjunkturvurdering og regeringens "Økonomiske Oversigt" (i dag Økonomisk Redegørelse) overgik til Finansministeriet. De resterende dele af ministeriet, herunder ansvaret for Danmarks Statistik samt Finanstilsynet, blev lagt sammen med Erhvervsministeriet, hvorved Økonomi- og Erhvervsministeriet blev dannet. 
Økonomiministeriet udmærkede sig traditionelt som en rendyrket økonomarbejdsplads, måske allermest markant i de første år, hvor økonomer var relativt få i centraladministrationen.
Synspunkterne hos embedsmænd og ministre adskilte sig bl.a. af denne grund ofte fra andre ministeriers. Ministeriet blev i nogle regeringer set som en velegnet platform for det lille koalitionsparti i en regering, senest under Marianne Jelved, som kunne drage nytte af ekspertisen i sine interne drøftelser med de socialdemokratiske ministre, ikke mindst Poul Nyrup Rasmussen og Mogens Lykketoft. 
Denne rolle for ministeriet er i væsentligt omfang gået tabt, idet det nuværende Økonomi- og Erhvervsministerium er henvist til en rolle som underordnet i forhold til Finansminsteriet fsva. den økonomiske politik. Samlet set er det nuværende ministerium dog langt større end det gamle økonomiministerium, idet det omfatter et meget bredt spektrum af reguleringsopgaver inden for f.eks. søfart, patenter, konkurrence, boligpolitik og erhvervsstøtte. 